# Newport (Oregon)
Newport és una població dels Estats Units a l'estat d'Oregon. Segons el cens del 2000 tenia 9.532 habitants.

## Demografia
Segons el cens del 2000, Newport tenia 9.532 habitants, 4.112 habitatges, i 2.495 famílies. La densitat de població era de 414,5 habitants per km².
Dels 4.112 habitatges en un 26,9% hi vivien nens de menys de 18 anys, en un 43,6% hi vivien parelles casades, en un 12,6% dones solteres, i en un 39,3% no eren unitats familiars. En el 31,9% dels habitatges hi vivien persones soles el 12,5% de les quals corresponia a persones de 65 anys o més que vivien soles. El nombre mitjà de persones vivint en cada habitatge era de 2,25 i el nombre mitjà de persones que vivien en cada família era de 2,77.
Per edats la població es repartia de la següent manera: un 22,3% tenia menys de 18 anys, un 8,1% entre 18 i 24, un 25,7% entre 25 i 44, un 26,7% de 45 a 60 i un 17,2% 65 anys o més.
L'edat mediana era de 41 anys. Per cada 100 dones de 18 o més anys hi havia 92 homes.
La renda mediana per habitatge era de 31.996$ i la renda mediana per família de 36.682$. Els homes tenien una renda mediana de 31.416$ mentre que les dones 26.582$. La renda per capita de la població era de 20.580$. Aproximadament el 12,2% de les famílies i el 14,4% de la població estaven per davall del llindar de pobresa.

## Poblacions properes
El següent diagrama mostra les poblacions més properes.